# Horst Leupold
Horst Leupold es un deportista de la RDA que compitió en judo. Ganó dos medallas de bronce en el Campeonato Europeo de Judo, en los años 1968 y 1970.

## Palmarés internacional
| Campeonato Europeo | Campeonato Europeo    | Campeonato Europeo | Campeonato Europeo |
| Año                | Lugar                 | Medalla            | Categoría          |
| ------------------ | --------------------- | ------------------ | ------------------ |
| 1968               | Lausana (Suiza)       | Medalla de bronce  | –80 kg             |
| 1970               | Berlín Oriental (RDA) | Medalla de bronce  | –80 kg             |